# Сефер Заяски
Сефер ага Заяски (на албански: Sefer Zajazi) е водач на албанска разбойническа чета, действал в Западна Македония в края на XIX и самото начало на ХХ век.

## Биография
Роден е в голямото кичевско албанско село Заяс. През втората половина на XIX век придобива известност с отвличания и убийства, които извършва главно спрямо местните българи. В 1893 година британският вицеконсул Шипли го определя като „главорез“ (ruffian), който е бил залавян от турските власти, но след кратък престой в затвора - освобождаван срещу подкуп, след което отново се захваща с изнудвания над българските селяни.

По време на Илинденско-Преображенското въстание начело на башибозуци от Заяс Сефер подпомага турската войска и участва в битката край село Карбуница, Кичевско, в която е убит. За победата на въстаниците в това сражение гибелта на проявилия храброст Сефер ага се оказва решаваща. В Мемоара на Вътрешната организация за това сражение се казва:
| „ | Тук паднаха убити и мнозина турски злодеи, от които Кичевско бе пропищяло, сред които и прочутият Сефер от Заяс. | “ |

Гибелта на Сефер Заяски е възпята в албански народни песни.